# Остров Декабристов (кладбище)
Кладбище «Остров Декабристов», также известное как Смоленское братское (блокадное) кладбище  — мемориальное кладбище в Санкт-Петербурге. Располагается в западной части города на острове Декабристов (бывшем острове «Голодай») возле реки Смоленки, на её северном берегу. Рядом, на том же берегу, расположены Смоленское лютеранское и Смоленское армянское кладбища. На другом берегу, на Васильевском острове, расположено Смоленское православное кладбище.

## История
Кладбище «Остров Декабристов» начинается за Смоленским (ранее назывался Немецким) мостом, слева от проспекта КИМа. В первой половине XVIII века на этой территории квартировал Ингерманландский полк. Его казармы располагались перпендикулярно реке Смоленке, вдоль нынешнего проспекта КИМа, и пересекали место, где теперь проходит ул. Одоевского.
Во второй половине XVIII века казармы были упразднены, и со временем участок территории около северного берега реки Смоленки был выделен городскими властями под особые захоронения. Так, до 1870 года на кладбище погребали усопших, которых по православным канонам запрещалось хоронить «внутри церковной ограды» — прежде всего, самоубийц.
Считалось, что рядом с кладбищем были похоронены декабристы: так, летом 1917 года недалеко от Голодаевского переулка, при прокладке водопроводных труб обнаружили гроб с прахом военного первой половины XIX века, которого ошибочно приняли за декабриста, и это была не единственная находка такого рода при производстве ремонтных и строительных работ на острове.
В 1926 году, на столетие казни декабристов на Голодае установили закладной камень, вокруг которого впоследствии сформировался Сад Декабристов. В 1939 году поставили обелиск (стелу) из чёрного полированного гранита работы архитектора В. Н. Боброва. На постаменте обелиска выбита надпись: «1826-1926 заложен в память столетия казни декабристов П. И. Пестеля, К. Ф. Рылеева, С. И. Муравьева-Апостола, М. П. Бестужева-Рюмина, П. Г. Каховского. В. О. Райисполком».
После начала Великой Отечественной войны 1941—1945 годов архитектурно-планировочным управлением исполкома Ленгорсовета в июле 1941 года для нужд погребения возможных жертв вражеских артобстрелов и бомбардировок были отведены восемь земельных участков в различных районах города, и в том числе в Василеостровском районе на острове Декабристов — от набережной реки Смоленки. С первых чисел июля 1941 года и до первых чисел ноября того же года силами работников треста «Похоронное дело», а также отчасти и рабочих, привлечённых исполкомами райсоветов, на выделенных земельных участках вырыли 280 траншей размерами 20х2,5х1,7 м, при этом на спецплощадках у Большеохтинского кладбища и на острове Декабристов вырыли более значительный запас траншей.
Захоронения на территории вблизи северного берега реки Смоленки стали производить практически с первых дней ленинградской блокады: хоронили погибших от бомбёжек, артобстрелов и голода жителей города, работников ленинградских промышленных предприятий и организаций, павших воинов-защитников Ленинграда. Могилы братские и индивидуальные.
С течением времени количество умерших увеличивалось, и к декабрю 1941 года кладбища, включая и участок на острове
Декабристов, не справлялись с таким количеством, так что трупы пришлось не захоранивать, а складывать в штабеля на поверхности земли. В связи с этим власти города стали уделять большее внимание проблеме: исполкомы райсоветов прикрепили к кладбищам ответственных работников; так, для работы на участке острова Декабристов был назначен заместитель председателя исполкома Василеостровского района Каракозов, и сам председатель исполкома Кусков занимался проблемами кладбища практически ежедневно.
В период с последних дней января 1942 года по февраль того же года число подлежащих захоронению умерших достигло наивысшей точки. Исполком Ленгорсовета решением от 02.02.1942 года № 72-е принял ряд чрезвычайных мер, в частности, обязал начальника местной противовоздушной обороны города генерал-майора Е. С. Лагуткина выделять бойцов МПВО на участок острова Декабристов, а также на Серафимовское и Богословское кладбища для обеспечения полного захоронения всех поступающих трупов.
После Великой Отечественной войны кладбище стало мемориальным, были возведены монументы и памятники. В 1970-х годах укрепили северный берег реки Смоленки вдоль кладбища путём возведения гранитной стенки-парапета. В то же время берег реки на стороне Смоленского православного кладбища оставили в прежнем виде, с фрагментами старых деревянных свай, ранее укреплявших берег.

## Современное положение
В 2011—2012 годах на кладбище по заказу государственного казённого учреждения «Специализированная служба Санкт-Петербурга по вопросам похоронного дела» генеральным подрядчиком ООО «Возрождение Петербурга» проводились работы по реконструкции и комплексному благоустройству воинских захоронений.
Паспорт воинских захоронений кладбища до 2012 года содержал 43 фамилии. 5 мая 2012 года официальными лицами города в торжественной обстановке был подписан обновлённый паспорт на 1324 фамилии, из которых 1197 фамилий нашли в Книге памяти «Блокада. 1941—1944. Ленинград», и 84 — в фондах ЦАМО.
Кладбище «Остров Декабристов», расположенное по адресу Санкт-Петербург, пр. КИМа, д.2, литер А, упомянуто в Приложении № 2 «Перечень общественных кладбищ Санкт-Петербурга смешанного способа погребения, на которых безвозмездно предоставляются участки земли для погребения (с изменениями на 6 июня 2014 года)» к Постановлению Правительства Санкт-Петербурга от 3 апреля 2008 года № 377 «Об утверждении перечней кладбищ Санкт-Петербурга, на которых предоставляются участки земли для погребения». Обслуживающая организация: ООО «Собор».
20 августа 2016 года некоторым индивидуальным могилам был нанесён ущерб упавшим массивным сухим деревом:.

## Монументы, братские могилы и отдельные захоронения
- Центральный обелиск «Вечная память героическим защитникам города Ленина, отдавшим свою жизнь за честь, свободу и независимость нашей Родины 1941—1943»[19].
- Гранитная стела с памятной надписью «Детям, жертвам блокады Ленинграда, вечная память»[19]. Открыта 27 января 2009 года[20][21][22][23].
- Мемориальное сооружение «Монумент „Торпеды“»: братская могила экипажа Краснознамённой подводной лодки Щ-323[24][25].
- Мемориальные плиты «Героическим защитникам Ленинграда»[19]:
  - от коллектива НПО «Вымпел»;
  - от коллектива ЛПО Музыкальных инструментов;
  - от трудящихся ВНИИРА;
  - от трудящихся ВИТР;
  - от коллектива ЦНИИ «ЛОТ»;
  - от трудящихся объединения «Сфера» завод «Прибор»;
  - от коллектива ЛПВВО;
  - от трудящихся Балтийского завода.
- Братские могилы:
  - воинов, погибших при защите Ленинграда в 1941—1944 гг.[19];
  - погибших в годы блокады[19];
  - «Памяти учащихся ремесленных железнодорожных училищ, школ ФЗО, работавших и погибших в блокадном Ленинграде 1941—1944. Ваш подвиг будет жить в веках»[19];
  - сотрудников Кировского завода, погибших на трудовом посту во время вражеского обстрела 3 октября 1941 года[26][27]: Лебедев А. К., нач. цеха; Жуков А. П., мастер; Красин М., мастер; и другие герои трудового фронта 1941 года.;
  - рабочих Ленинградского сталепрокатного завода, погибших в 1942 году[28][29]: Федоров С. В.; Демин И. А.; Ратников П. В.; Калинин А. В.; Раевский В. М.;
  - профессоров Академии Художеств, погибших в блокаду в 1942 году[30][31]: Билибин, Иван Яковлевич; Гевирц, Яков Германович; Карев, Алексей Еремеевич; Мунц, Оскар Рудольфович; Наумов, Павел Семёнович; Фролов, Владимир Александрович; Фурсов, Константин Петрович, ст. научн. сотрудник; Шиллинговский, Павел Александрович.;
  - сотрудников завода имени Калинина, погибших на трудовом посту во время вражеского обстрела 24 июня 1943 года[32][33]: Козлов В. В., нач. цеха, 1904 г.; Шустов Л. Ф., ученик токаря, 1928 г.; Егоров Е. М., мастер ОТК, 1874 г.; Богданова Д. В., маляр, 1883 г.; Мостовая А. И., сборщица, 1896 г.; Водовозова Л. Н., раздатчица деталей, боец МПВО, 1914 г.; Лупанова К. А., браковщица ОТК, 1895 г.; Катышева М. М., подсобница, 1902 г.; Исакевич Е. М., подсобница.
- Тюкаев Николай (1923(?) — 1941) — на могиле установлен гранитный обелиск с надписью: «Коля Тюкаев, спец. инж. войск, погиб в 18 лет в 1941 г.»[34].
- Саунин Иван Сергеевич (1918 — 11.02.1943) — капитан-лейтенант, от личного состава Академии тыла и транспорта, 1960 год[35].
- Юрченко Максим Денисович (1912 — 14.12.1941) — лейтенант[35].
- «Мухины: Александра, Мария, Ниночка, Димочка. Погибли при артобстреле 14 декабря 1941 года»[36][страница не указана 2694 дня][привести цитату? 2694 дня][37].

## Галерея

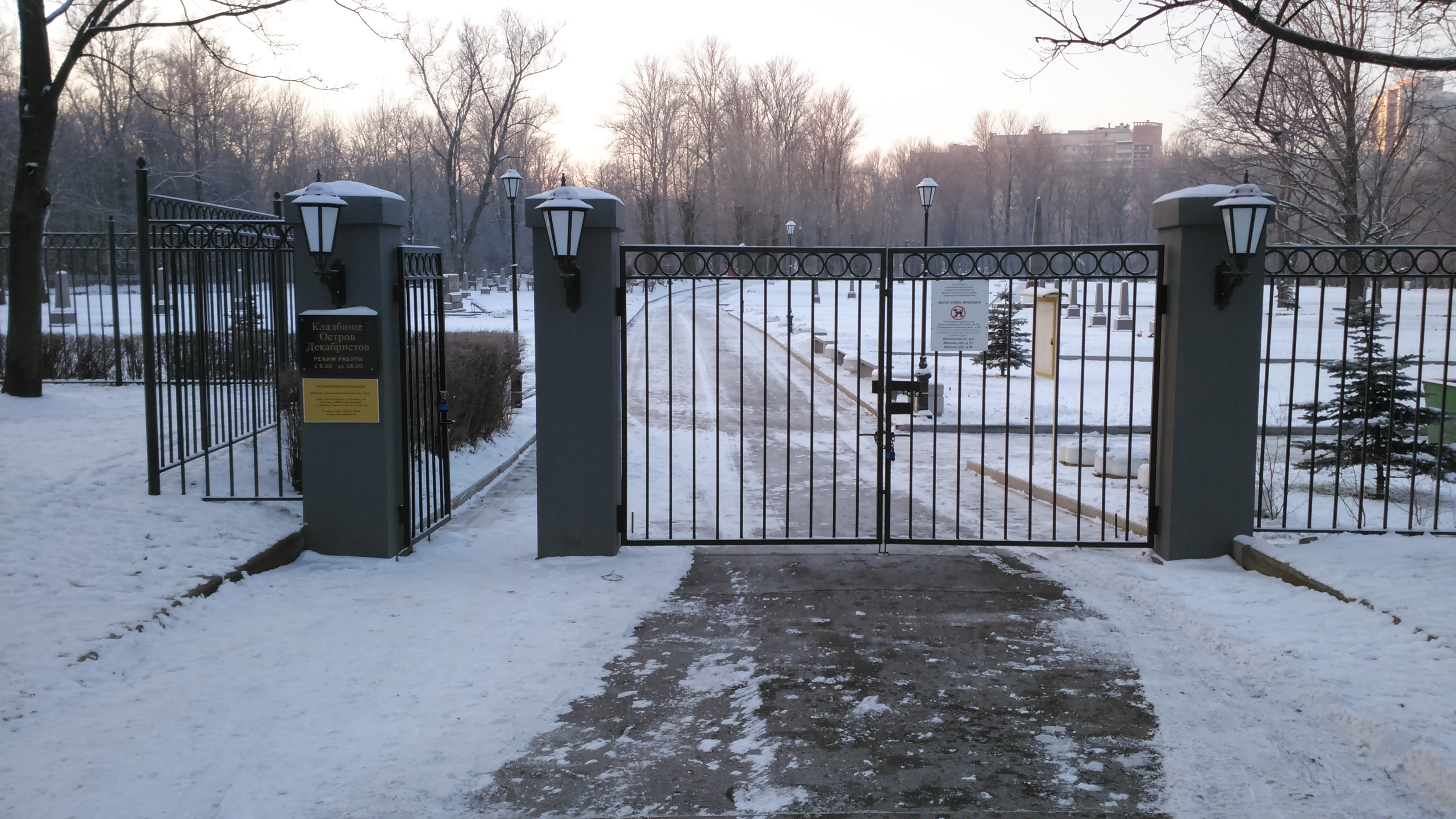
Вход со стороны пр. КИМа, 06.01.2016
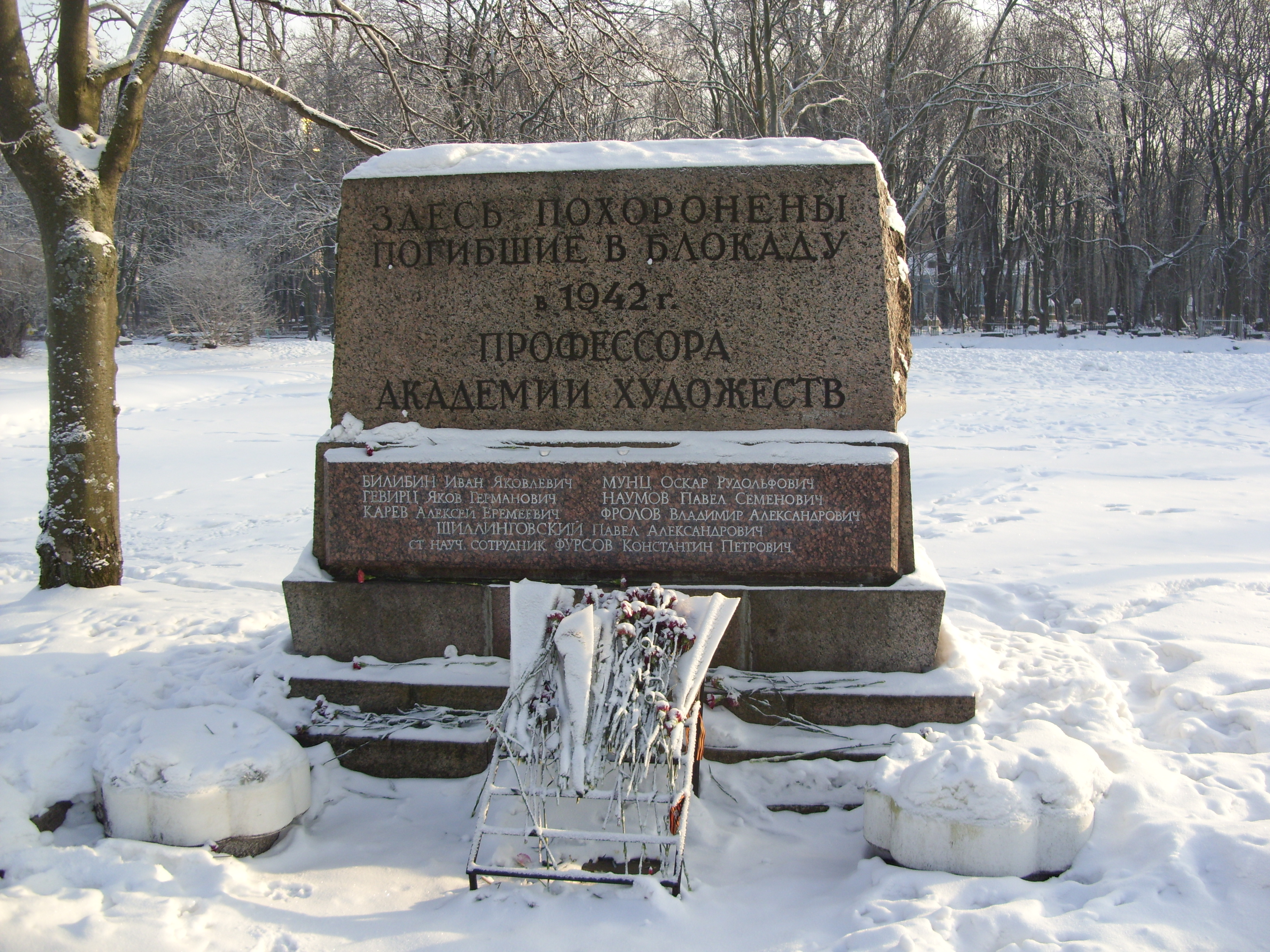
Братская могила профессоров Академии художеств
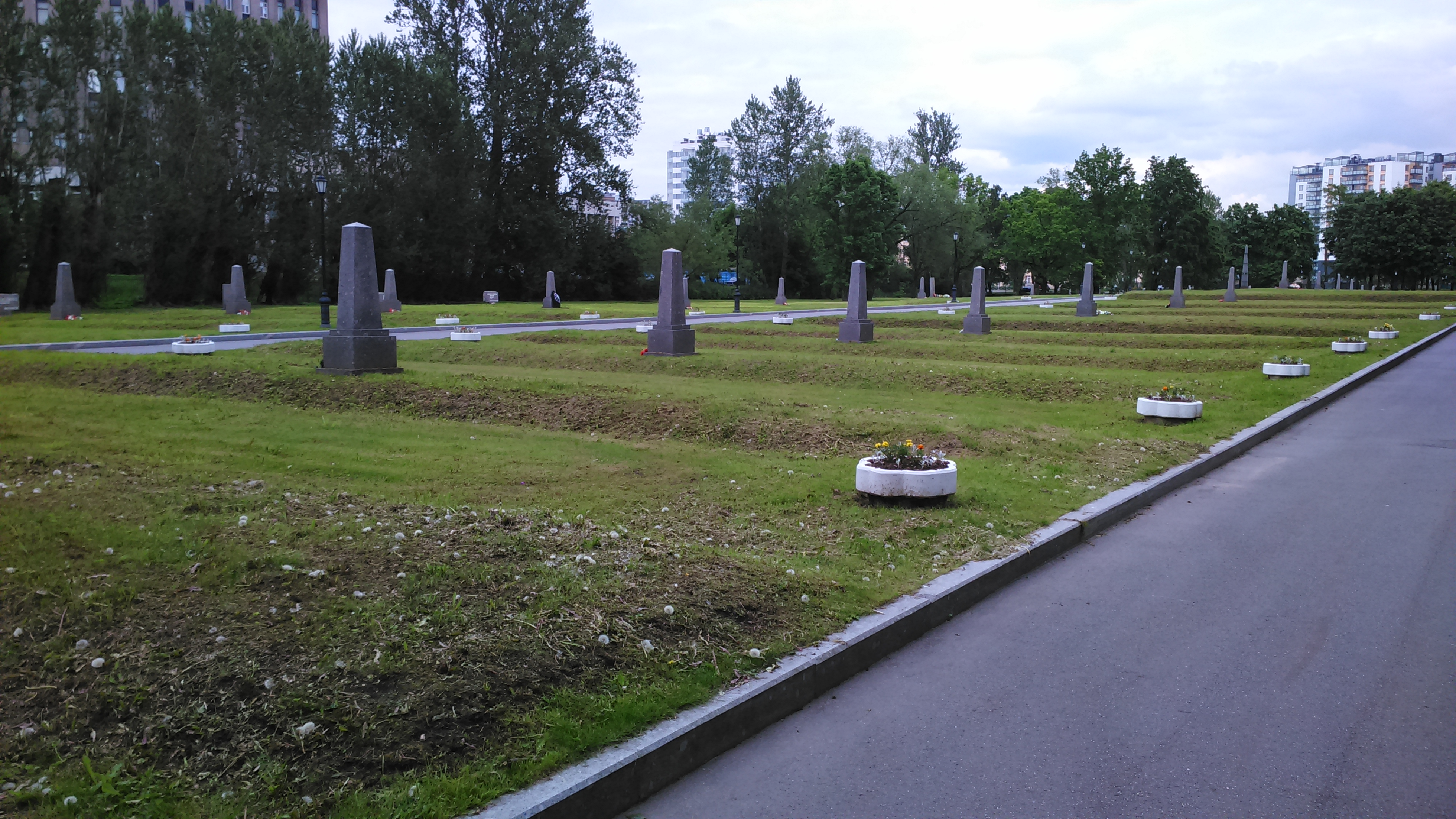
Братские могилы 24.06.2017
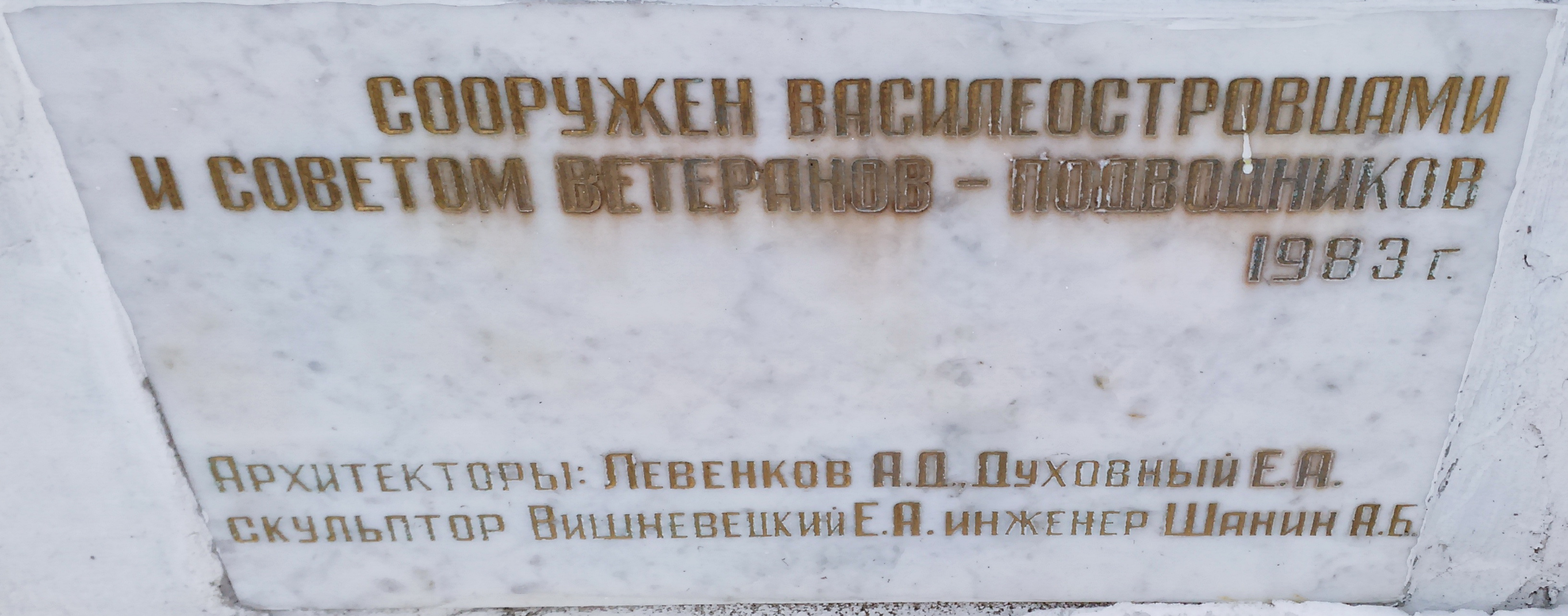
Имена создателей мемориала «Торпеды»
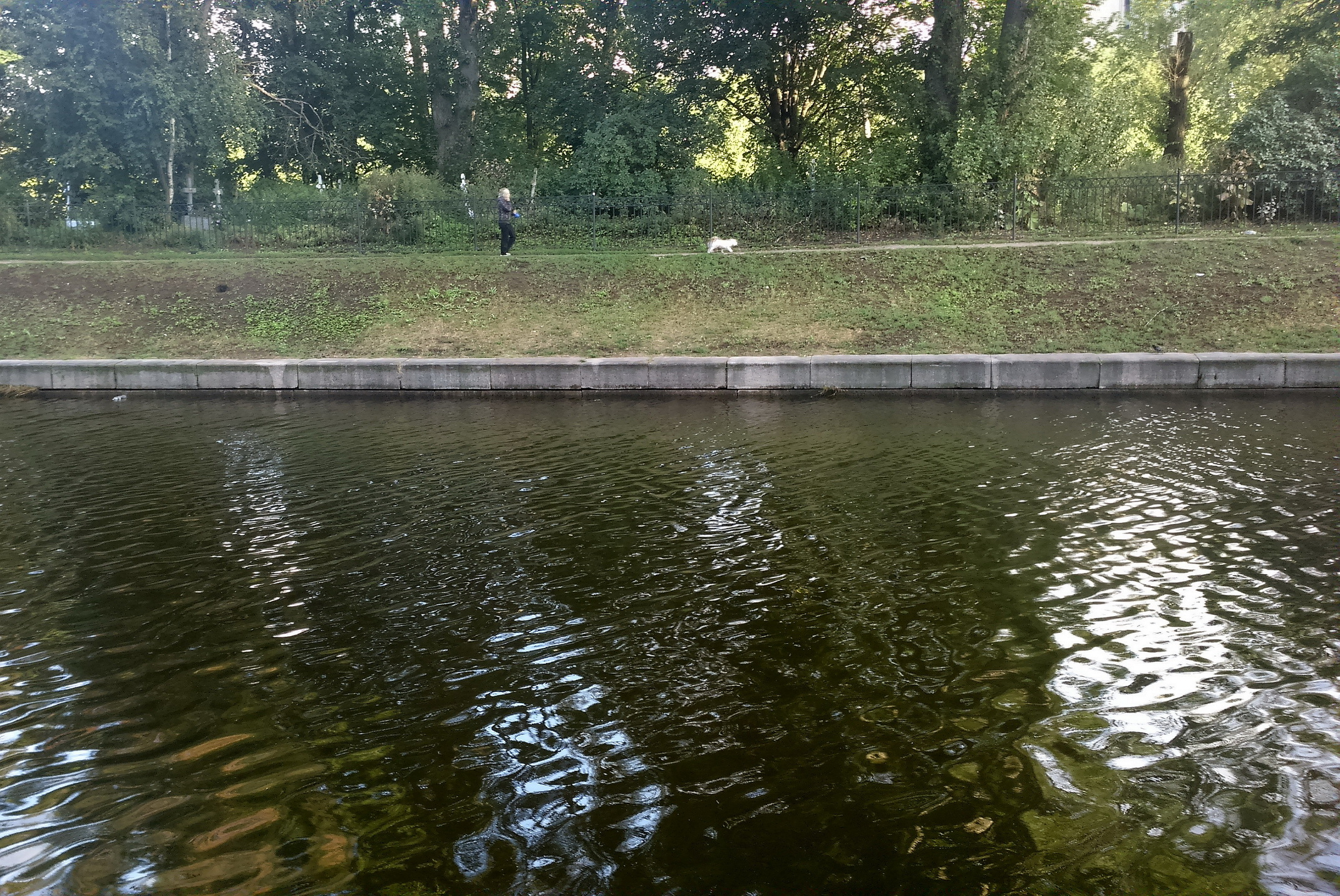
Берег реки Смоленки летом, 24.08.2014
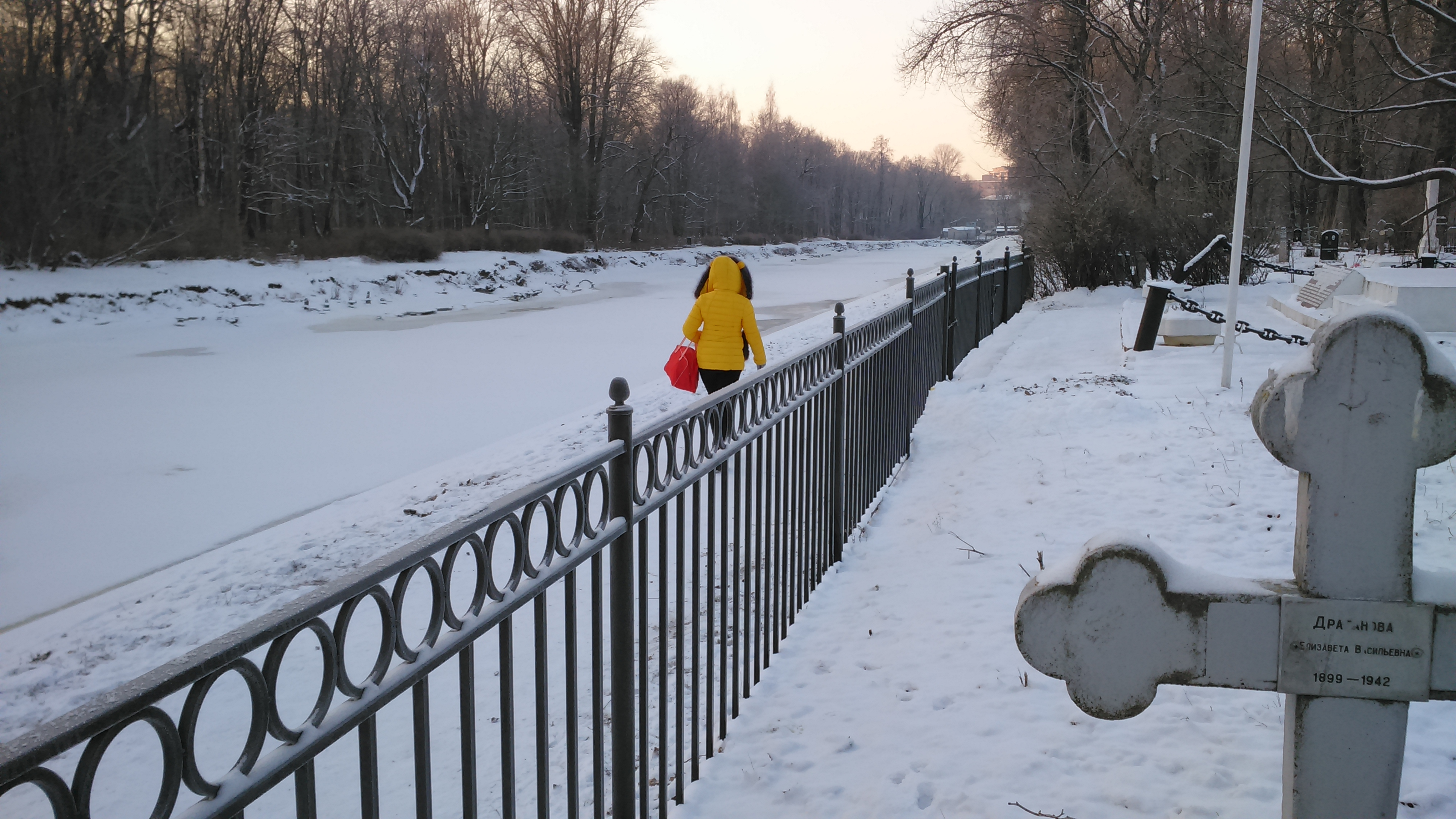
Ограда и Смоленка зимой, 06.01.2016